# Bilokace
Bilokace je jev, při kterém se člověk v jeden okamžik nachází na dvou místech současně. Tento termín poprvé použila katolická hagiografie, která jím označila případy „cest mimo těla“ svatých a mystiků. V parapsychologii se bilokaci podobají série komplexních projevů, které jsou základem dalších jevů, jako např. mimotělních zážitků.
Bilokace chápaná jako zázrak je připisována některým svatým, např. Martinovi de Porres, Piovi z Pietrelciny, Janu Boscovi, Alfonsovi Maria z Liguori nebo Františku Xaverskému. Mezi nejznámější patří bilokace Antonína Paduánského.
Islandské ságy hovoří o bojovnících, kteří se přivedli do transu a pak se objevili na bojišti stovky kilometrů vzdáleném.[zdroj?]